# História da Nova Zelândia

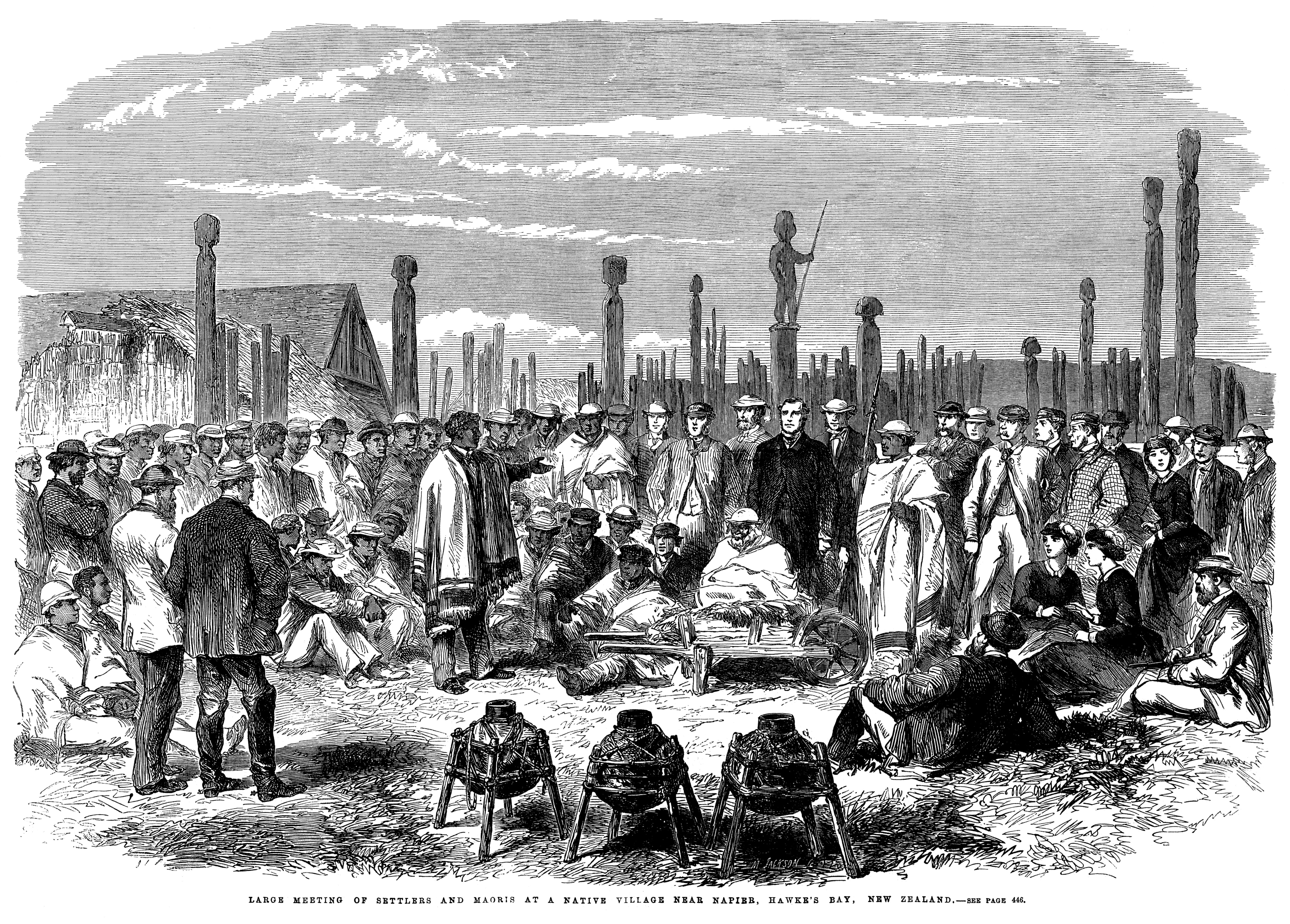
Encontro dos colonizadores com os aborígenes maoris em Hawke's Bay.

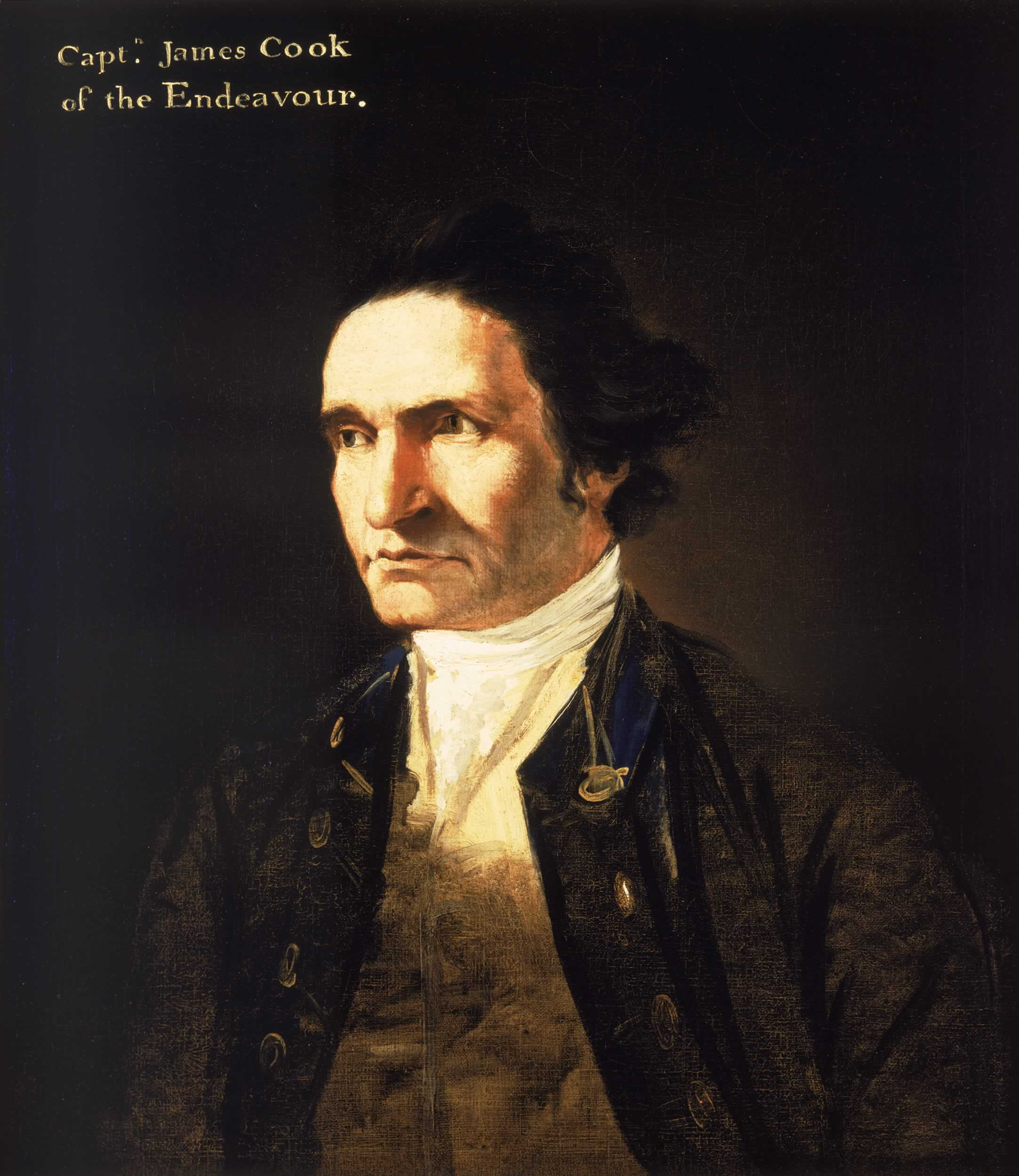
Capitão James Cook.

Antes da chegada dos europeus, as ilhas da Nova Zelândia foram habitadas pelos maoris, um povo originário da Polinésia oriental. De acordo com a tradição oral maori, a chegada dos primeiros polinésios remonta no máximo ao século X. Contudo, a arqueologia aponta para uma época mais antiga, o que permite a distinção entre um período arcaico e outro posterior, ou maori clássico. Os primeiros povoadores polinésios, os quais chamaram o território de Terra da grande nuvem branca, encontraram grande número de moas (aves não voadoras), que transformaram em seu principal alimento. Quando os europeus chegaram, no período maori clássico, os moas haviam desaparecido e os nativos viviam da agricultura. Quando Cook chegou, havia aproximadamente 125.000 habitantes.

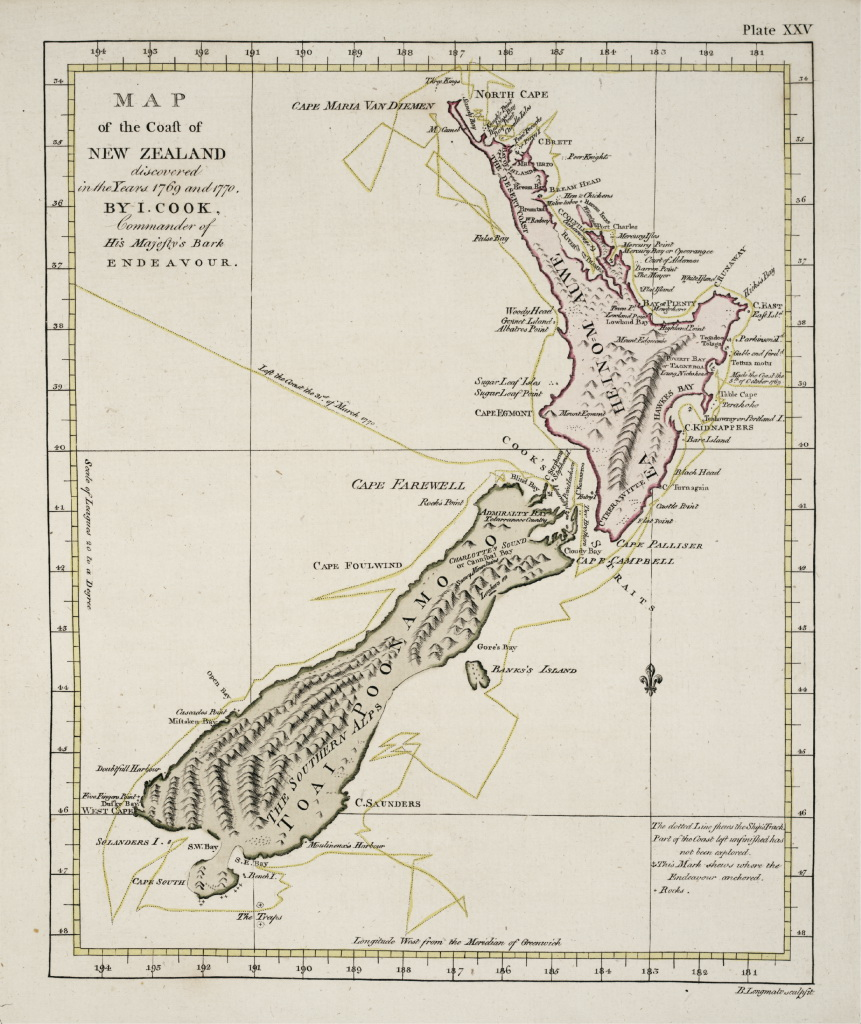
Primeiro mapa da Nova Zelândia, do capitão James Cook.

No século XVIII, a população indígena era mais densa nas regiões do norte do país, mais quentes, onde a variante maori da cultura polinésia havia alcançado seu nível máximo, particularmente nas artes da guerra, da construção de canoas e casas, da tecelagem e da agricultura. A população, de algumas centenas de milhares de pessoas à chegada dos europeus, sofreu uma queda rápida no primeiro século de influência europeia (do fim do século XVIII ao fim do século XIX).

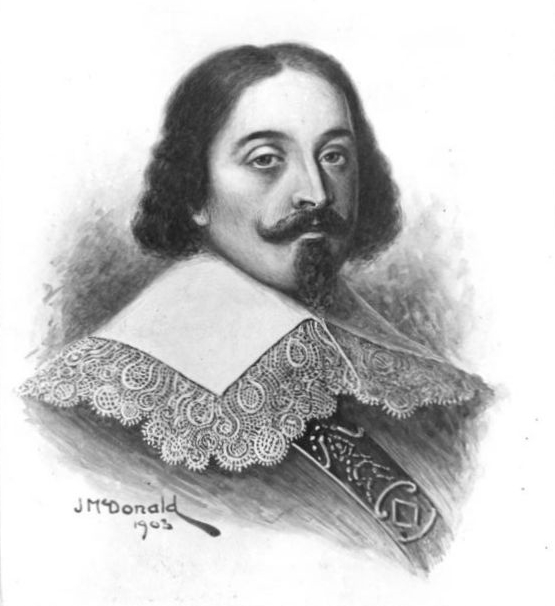
Abel Tasman.

As ilhas da Nova Zelândia foram descobertas pelo navegante holandês Abel Janszoon Tasman, que avistou a costa de Westland em dezembro de 1642. Sua tentativa de desembarque desencadeou um confronto com uma tribo da ilha do Sul no qual morreram vários de seus homens. O capitão britânico James Cook, em sucessivas explorações a partir de 1769, explorou as suas costas e mapeou minuciosamente as ilhas, reclamando-as para a Grã-Bretanha. Passaram-se quase setenta e cinco anos antes de que o governo britânico anexasse formalmente a Nova Zelândia. Seu primeiro contato com os maoris foi violento, mas posteriormente chegaram a estabelecer relações cordiais. Em 1777, por meio da publicação do diário de Cook, A Voyage Towards the South Pole and Round the World (Viagem ao Polo Sul e ao Redor do Mundo), os europeus tomaram conhecimento da existência de novas terras em que a colonização era viável.

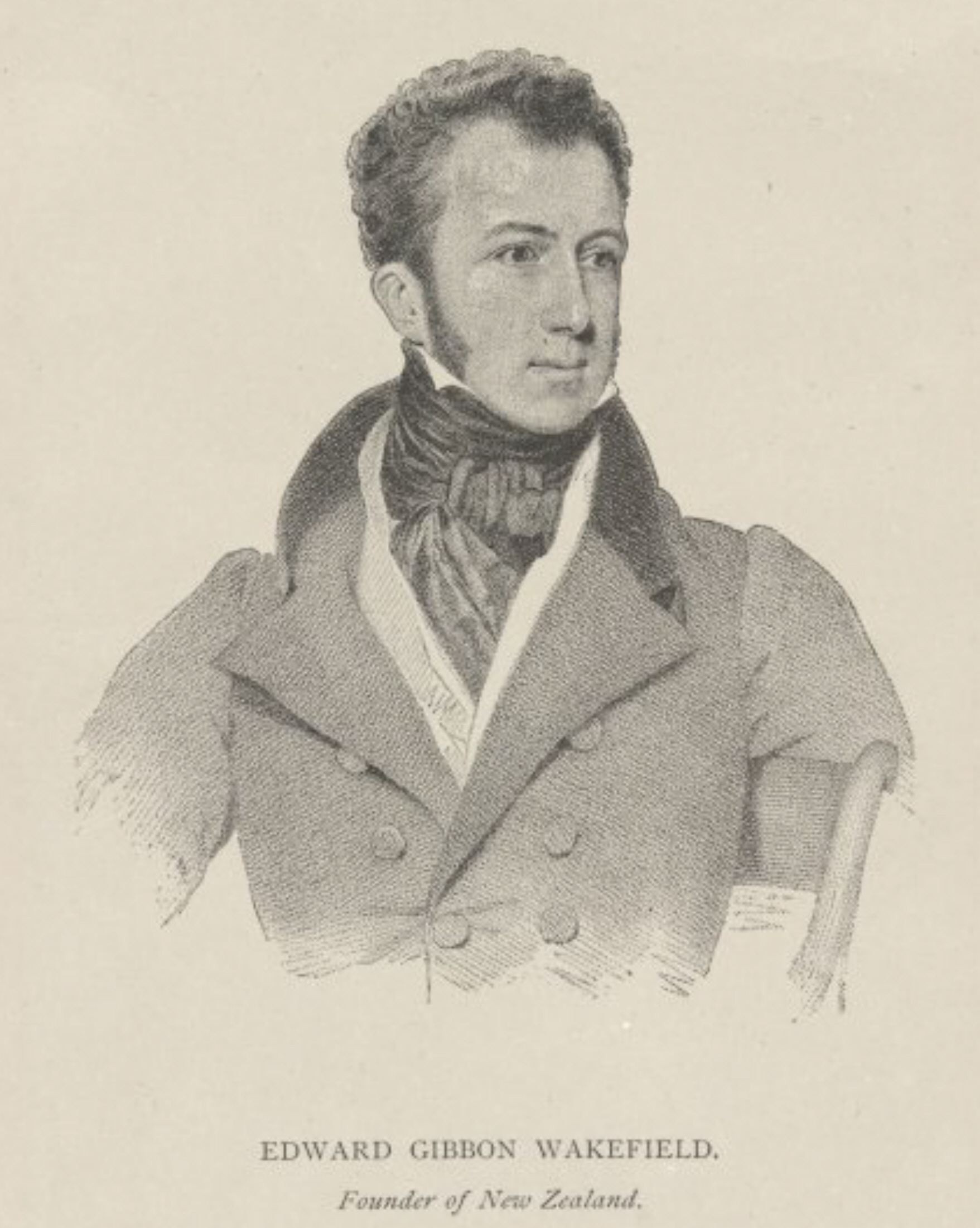
Edward Gibbon Wakefield.

A colonização comercial começou a partir de Nova Gales do Sul, na Austrália, e da Associação da Nova Zelândia (posteriormente Companhia-1837), de E. G. Wakefield. No final do século XVIII e princípio do século XIX, missionários e baleeiros britânicos fundaram colônias e centros comerciais.
Os europeus que inicialmente se estabeleceram na Nova Zelândia eram degredados, marujos desertores ou caçadores de baleias. Em 1814, missionários católicos e protestantes começaram a evangelizar o país. A imigração começou de forma sistemática de 1839 a 1840 com a ajuda da Companhia da Nova Zelândia.
A introdução de armas de fogo entre os maoris aumentou o número de mortos nas lutas tribais. Por outro lado, a propagação do cristianismo e da cultura ocidental rompeu os laços tradicionais de união social, ao mesmo tempo que a economia comercial transformava o modo de vida dos maoris.

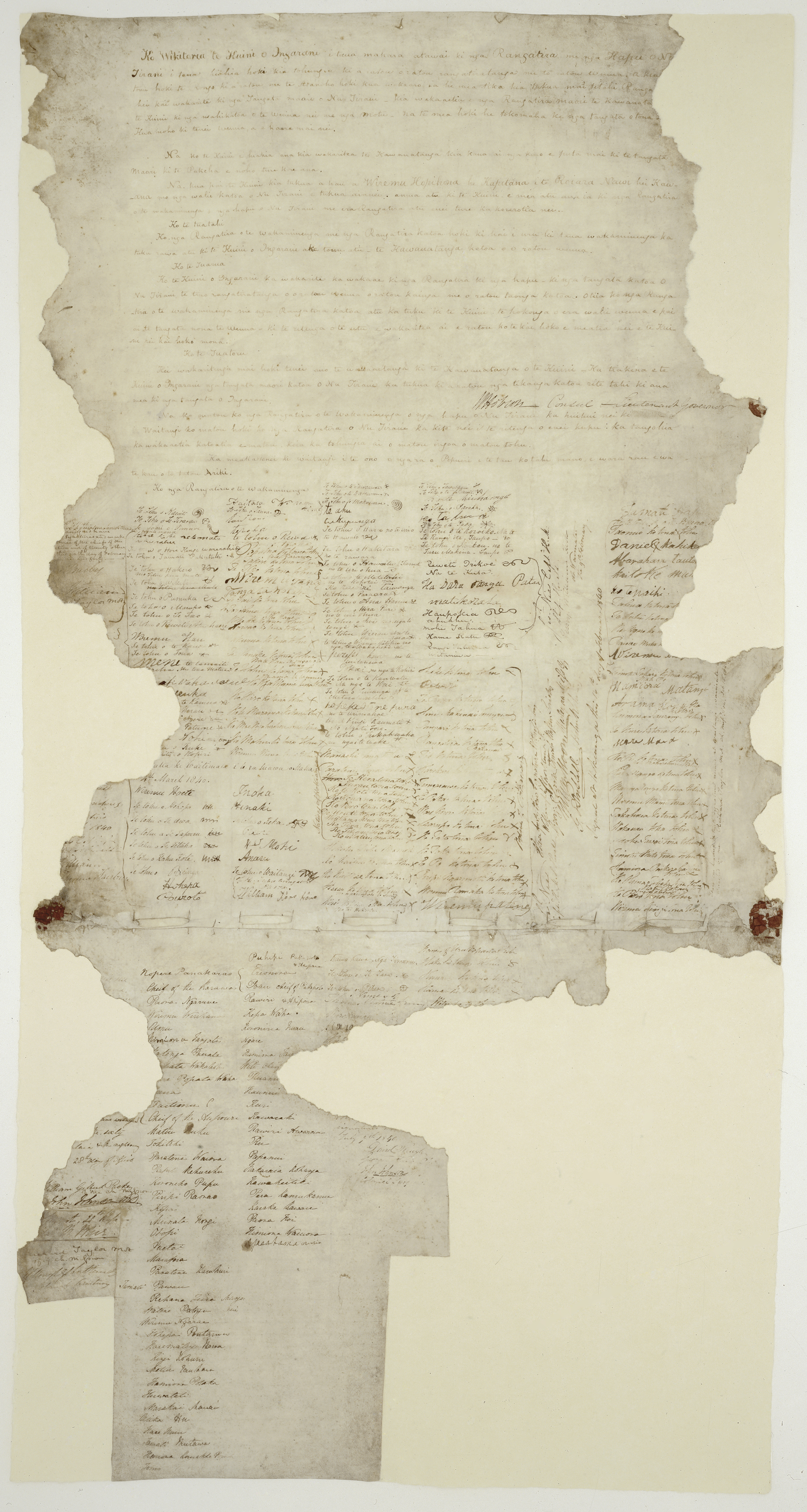
Tratado de Waitangi, que garantiu às populações autóctones a posse das terras de seus ancestrais, em troca da permissão para a instalação dos colonos. Como o Tratado não foi respeitado, a população maori revoltou-se violentamente em 1845-1848 e 1860-1870.

Pressões humanitárias contribuíram para a decisão britânica da anexação parcial formal do território (1838) sob a alegação de que era necessário um governo legal para regulamentar as relações maoris-colonizadores. Enviou, então, no ano seguinte, para negociar com os maoris, na condição de cônsul, o capitão William Hobson, que anexou a ilha do Sul, com base no direito de descoberta. Em fevereiro de 1840, firmou-se o Tratado de Waitangi com 500 chefes maoris, os quais cederam a soberania da ilha do Norte para a coroa britânica em troca de justos direitos de propriedade como cidadãos britânicos. Também aceitaram vender suas terras, mas apenas à Coroa. Em 1841, a Nova Zelândia tornou-se colônia britânica, com Auckland como capital, sendo designado um governador britânico.
A colonização foi organizada pela Companhia da Nova Zelândia, que não respeitou o acordo com os chefes nativos e expulsou os maoris para os planaltos. A brutal política expansionista da Grã-Bretanha e as disputas entre os recém-chegados e os maoris sobre os direitos da terra culminaram com as guerras anglo-maoris ocorridas na ilha do Norte, entre 1845 e 1848 e entre 1860 e 1872, que dizimaram a população nativa e com repercussões negativas na economia da ilha. Como consequência destes conflitos, grande parte dos territórios maoris foram colonizados. A partir desse momento, as autoridades aplicaram uma política mais conciliadora.

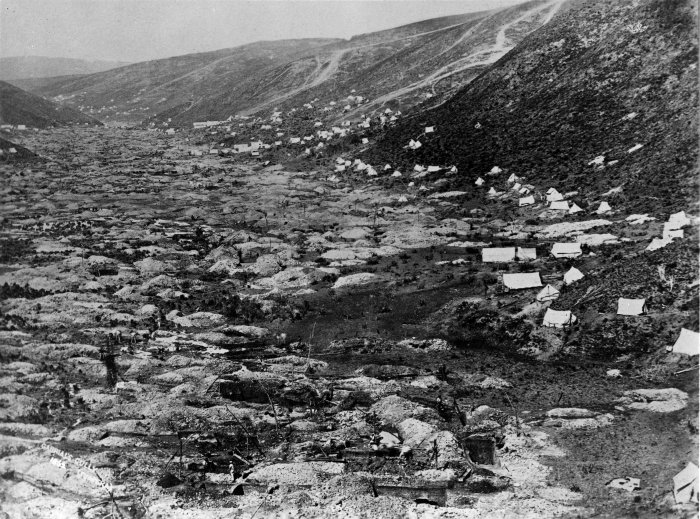
Gabriel's Gully durante o pico da corrida do ouro.

A ilha do Sul, alheia às guerras, teve um desenvolvimento econômico favorável, baseado na pecuária e na mineração de ouro. A descoberta do minério teve com consequência a corrida do ouro, entre 1841 e 1860, que gerou uma nova afluência de imigrantes.
Em 1846, o governo britânico concedeu uma Constituição limitada (rescindida em 1848) para a Nova Zelândia, dividida nas províncias de Nova Munster e Nova Ulster. Em 1852, uma Constituição dotou a colônia de ampla autonomia, permitindo governos representativos nas ilhas. Criou-se um autogoverno responsável em 1856. As regulamentações de 1881 restringiram o influxo de asiáticos, que eram vistos como uma ameaça à pureza étnica do povo da Nova Zelândia. Estas regulamentações foram confirmadas pelo Ato de Restrição da Imigração (1920), cujos termos foram gradualmente liberalizados.
Seguiu-se um período de depressão econômica e desemprego, aliviado na década de 1880 com o aumento do preço dos produtos pecuários. A introdução dos sistemas de refrigeração permitiu a exportação de carne e laticínios, que antes não podiam alcançar o mercado europeu.
Durante o século XIX, o poder político foi comandado de maneira alternativa por alguns grupos liberais que careciam de coesão e pelos conservadores que eram, na sua maioria, terratenentes. Em 1889, foi instaurado o sufrágio universal. De 1891 a 1912, uma série de governos liberais, que contavam com o apoio do partido trabalhista, impuseram o desenvolvimento econômico e conseguiu melhorar as relações sociais e trabalhistas, implantando políticas sociais avançadas para a época (legislação social, previdência social, nacionalizações, reforma agrária, etc.). A Nova Zelândia ganhou reputação mundial por garantir assistência médica, educação e previdência social a toda a população. A qualificação para o voto segundo a posse de bens foi abolida e, em 1893, a Nova Zelândia tornou-se o primeiro país a outorgar o direito do voto à mulher. A denominada "era liberal" foi, por conseguinte, um período de prosperidade favorecido pelo aumento, em 1895, dos preços internacionais do leite, da carne e da lã, condição que se manteve até 1920. Em 1910, criou-se o partido Trabalhista Independente.
Os conservadores agrupados no Partido da Reforma, atingiram o poder em 1912. A recessão econômica, de 1921 a 1926, foi agravada com a depressão de 1930. Nas eleições parlamentares de 1935, o Partido Trabalhista conseguiu maioria absoluta, nacionalizou alguns setores da economia e instituiu o bem-estar social. A Nova Zelândia ganhou reputação mundial por garantir assistência médica, educação e previdência social a toda a população.

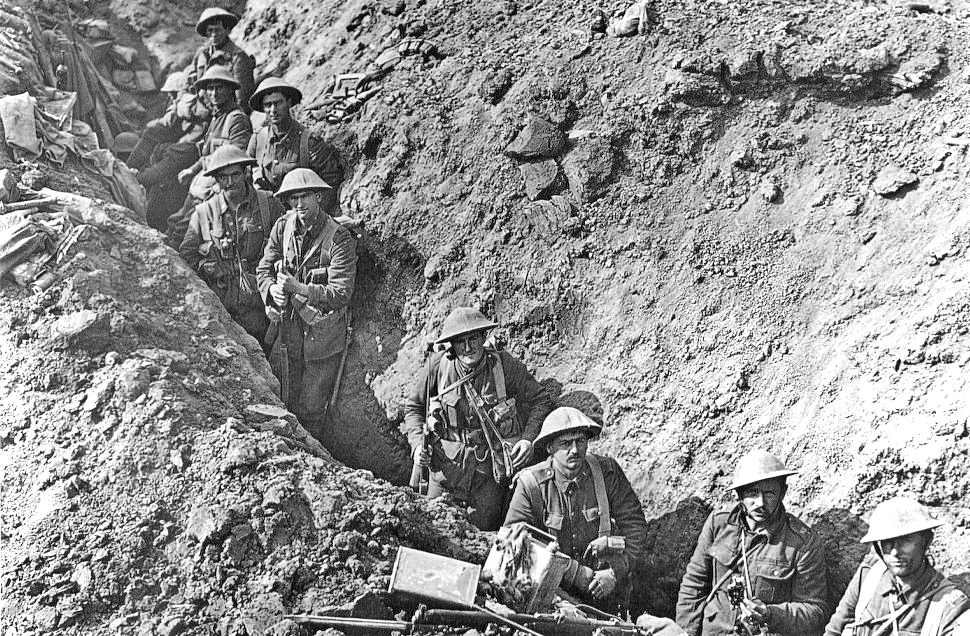
Infantaria neozelandesa na linha Suíça em setembro de 1916, durante a Primeira Guerra Mundial.

Em 1907, a colônia recebeu o estatuto de Domínio da Commonwealth. Embora tenha deixado de ser colônia, só começou a desenvolver uma política externa independente 40 anos depois. Em 1931, a Nova Zelândia tornou-se domínio independente, apesar de somente em 1947 ter optado por ratificar formalmente o Estatuto de Westminster (legislação sobre o status dos domínios britânicos). Muitos neozelandeses lutaram ao lado dos britânicos durante a Primeira Guerra Mundial (1914-1918) e a Segunda Guerra Mundial. Após ter contribuído ativamente para a derrota japonesa na Segunda Guerra Mundial, concentrou-se na defesa do Pacífico e do Extremo Oriente, unindo-se aos Estados Unidos e à Austrália no pacto defensivo do Conselho do Pacífico ou ANZUS (iniciais de Australia, New Zealand e United States), entre 1951 e 1986, e, em apoio aos Estados Unidos, o país mandou tropas à Coreia e ao Vietnã.

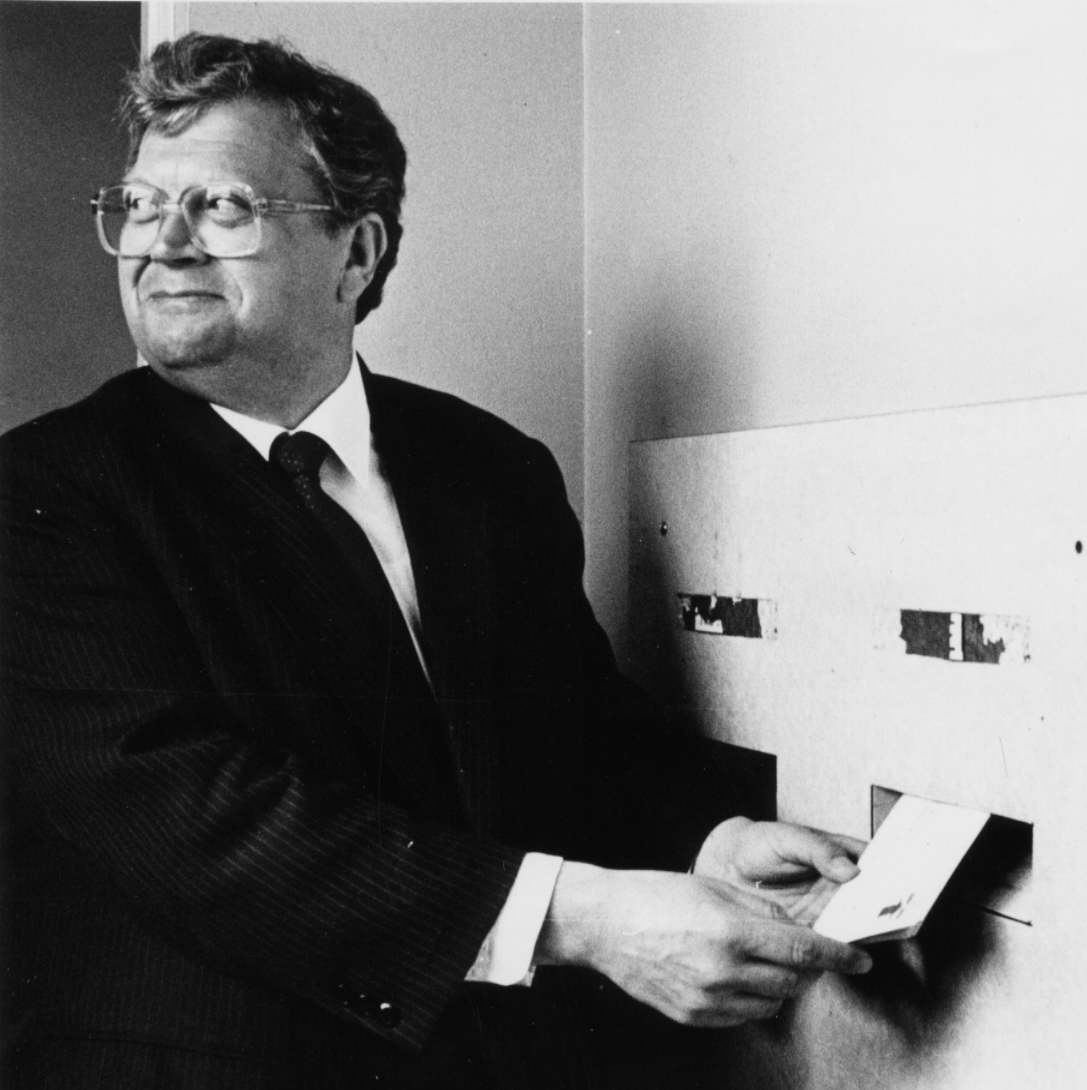
O primeiro-ministro David Lange, do Partido Trabalhista.

O partido Trabalhista ganhou as eleições de 1949 e, novamente, em 1957, coincidindo com a crise econômica que caracterizou a década de 1960. Em 1956 instituiu-se o direito de voto para os maoris, que haviam iniciado o processo de recuperação de sua identidade cultural. Os partidos Nacional e Trabalhista se alternaram no poder. Keith Jacka Holyoake (Partido Nacional, conservador) foi primeiro-ministro entre 1960 e 1972.
Depois do ingresso da Grã-Bretanha na Comunidade Europeia (1973), a Nova Zelândia fortaleceu seus laços comerciais com a Austrália, firmando um acordo quanto à cooperação entre os dois países, e com seus vizinhos do Pacífico (especialmento o Japão). A partir da década de 1980, assumiu a liderança do movimento antinuclear no Sul do Pacífico, manifestado a sua condenação aos testes nucleares franceses na região. Em 1984 voltou ao poder o Partido Trabalhista, tendo o trabalhista David Lange tornado-se primeiro-ministro. O novo governo, sem abandonar o ANZUS, tentou proibir, em 1985, a utilização de seus portos por embarcações com armas nucleares ou movidas a energia nuclear, o que provocou tensões com os Estados Unidos. A atitude antinuclear da população e do governo neozelandeses causou também problemas com a França. A política não-nuclear adotada acabou levando à retirada da Nova Zelândia do Conselho do Pacífico (ANZUS). Alternância no poder de primeiros-ministros trabalhistas (David Lange, 1984-1989; Helen Clark, 1999-2008) e conservadores (Robert David Muldoon, 1975-1984; Jim Bolger, 1990-1997; Jenny Shipley, 1997-1999; John Key, 2008-2016; Bill English, 2016-2017).

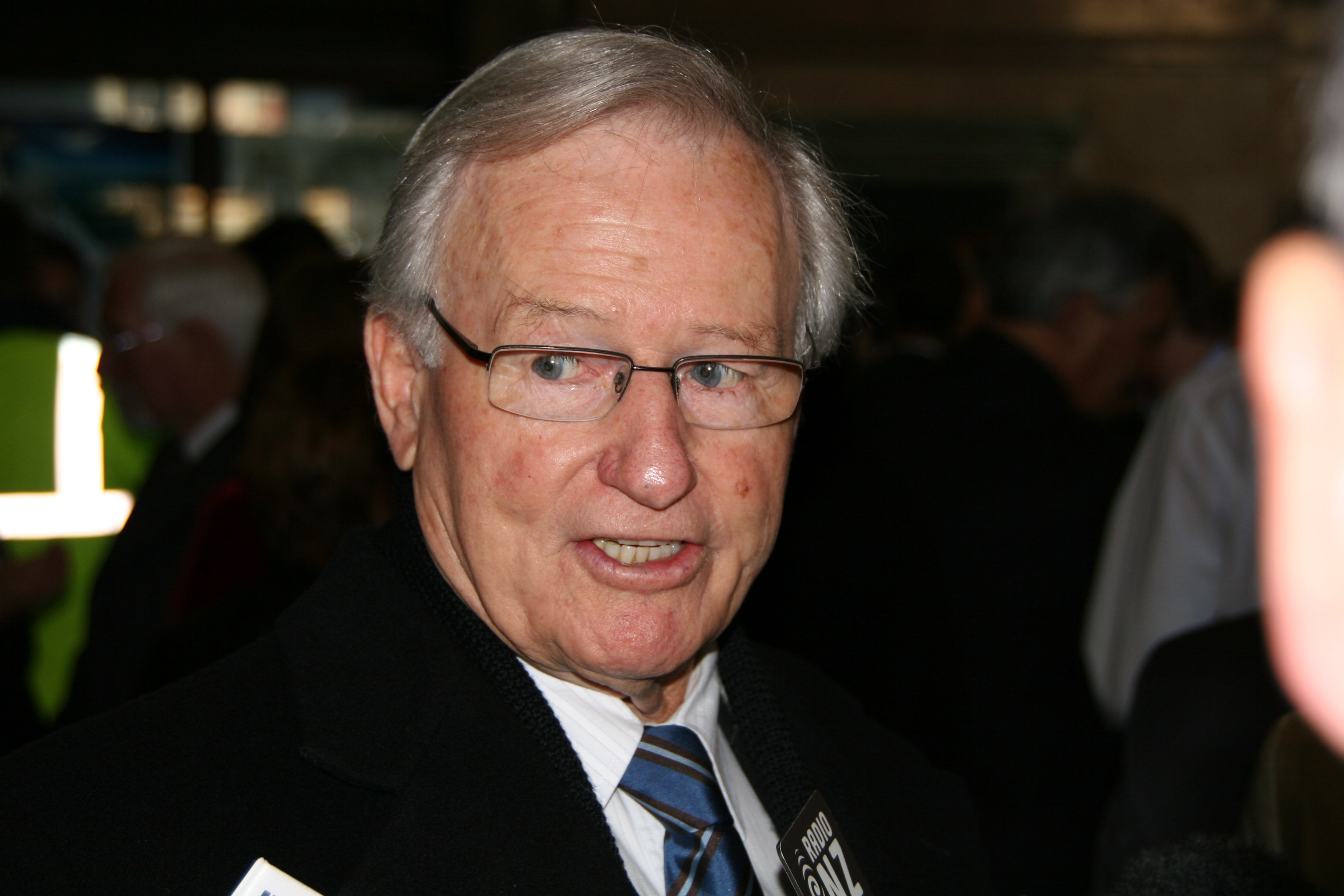
O premier Jim Bolger.

Em 1990, o partido Nacional venceu as eleições e o conservador James Bolger (Jim Bolger) assumiu como primeiro-ministro. Confirmou a posição não-nuclear assumida pelos trabalhistas, mas foi feita uma ampla reforma ampliando a privatização das indústrias estatais e impondo fortes reduções nos serviços de bem-estar social. Introduziu severos cortes na previdência social, deu fim à educação gratuita e introduziu o pagamento por serviços na área da saúde. Em 1992, os neozelandeses votaram pela troca do sistema eleitoral por um sistema proporcional misto que aumentaria o poder dos partidos minoritários. A reforma eleitoral foi incorporada às eleições gerais de 1996.
Os direitos da população maori têm sido uma questão-chave nos últimos 30 anos. O ativismo maori foi intenso durante as décadas de 1960 e 1970, reivindicando o uso da língua, dos programas que preservam sua cultura e sua arte e da devolução das terras, segundo o Tratado de Waitangi. Em 1975, foi criado um tribunal sobre a situação da terra desse povo. Os maiores problemas referiam-se às grandes extensões de terra que pertenciam à coroa. Uma série de acordos foram estabelecidos com as distintas tribos. Em 1995, foi estabelecido um acordo que comportava o pagamento e a devolução das terras cedidas ilegalmente aos europeus durante a década de 1860.